# والری بلیکوف
والری بلیکوف (انگلیسی: Valeri Belyakov؛ زادهٔ ۱۳ آوریل ۱۹۵۳) بازیکن هاکی روی چمن و اهل اتحاد جماهیر شوروی سوسیالیستی است.